# Rafa'el Ejtan
Rafa'el „Raful“ Ejtan (hebrejsky: רפאל "רפול" איתן, rodným jménem Rafael Kaminski; 11. ledna 1929, Afula – 23. listopadu 2004, Ašdod) byl izraelský generál a politik. V izraelské armádě sloužil třicet pět let a zúčastnil se všech jejích válek. V letech 1978 až 1983 působil jako náčelník generálního štábu Izraelských obranných sil. Po odchodu z armády vstoupil do politiky a v letech 1984 až 1999 byl poslancem Knesetu. V tomto období rovněž zastával dvě ministerské funkce, a to post ministra zemědělství v letech 1990 až 1991 a 1996 a 1999 a post ministra životního prostředí v letech 1996 až 1999. V letech 1996 až 1999 byl rovněž místopředsedou vlády.

## Život

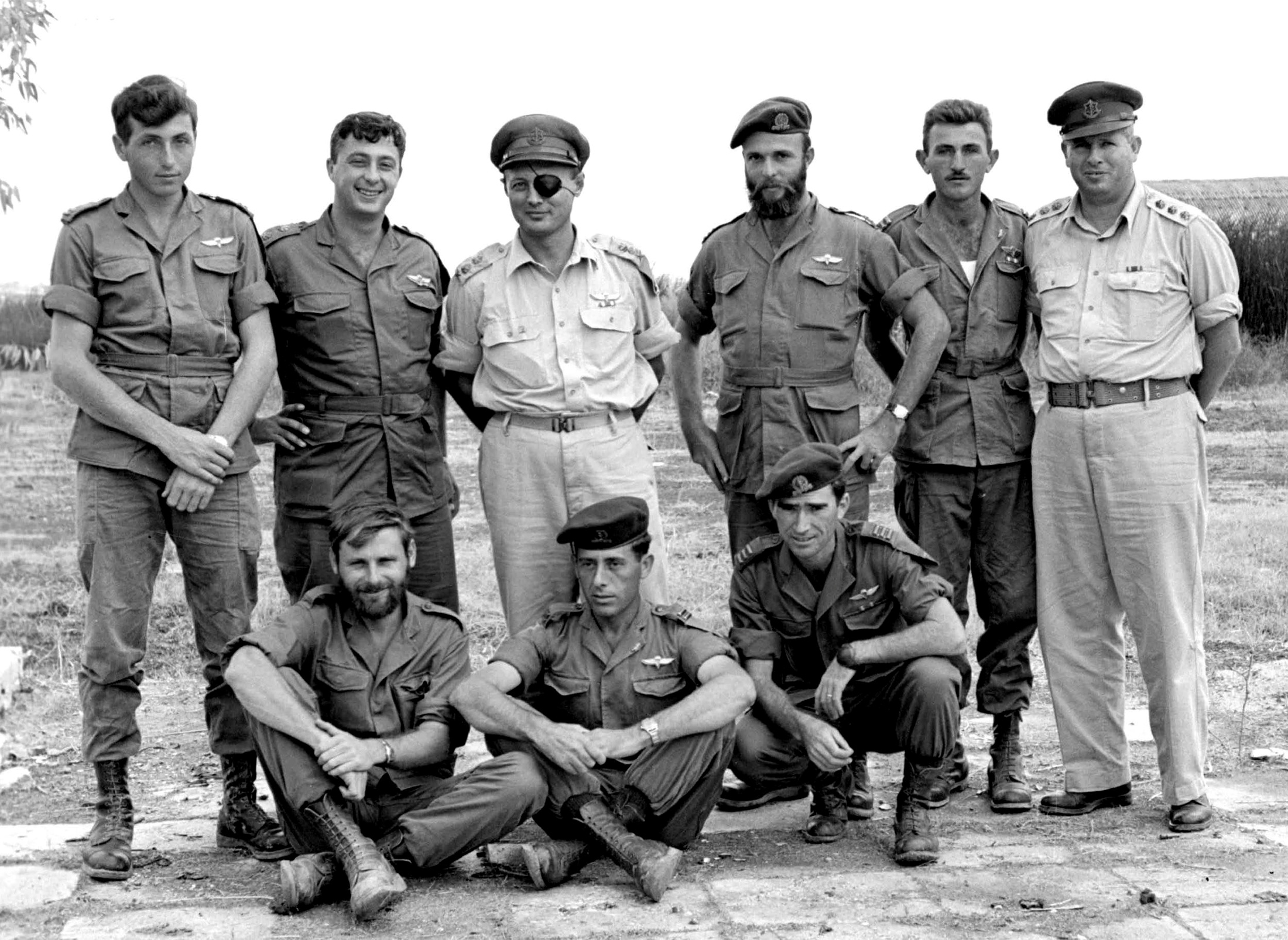
Elazar (spodní řada, první zprava) s vojáky výsadkářské brigády po operaci Eged v listopadu 1955

Narodil se v Afule ještě za dob britské mandátní Palestiny do rodiny pocházející z Ruska. Jeho otec Elija byl jedním ze zakladatelů ha-Šomer. Rafael vyrostl v mošavu Tel Adašim. Jemu i jeho sourozencům se dostalo přísného vychování. Později se oženil s Mirjam a společně měli pět dětí. Několik let před svou smrtí se s ní rozvedl a znovu se oženil. Jeho druhou ženou se stala Ofra Meirsonová.

### Vojenská kariéra
Jako příslušník Palmach, elitních oddílů Hagany, se účastnil izraelské války za nezávislost. Bojoval v Jeruzalémě a v dubnu 1948 byl zraněn v bitvě o klášter sv. Simona. Později sloužil v 10. praporu pěšího pluku v Lachiši v Negevské oblasti. V roce 1954 se v hodnosti kapitána stal velitelem výsadkářů jednotky 101. Během operace Kineret byl v roce 1955 zraněn na hrudi kulkou z kulometu při invazi do Sýrie, za což obdržel medaili Za odvahu. Během sinajské války v roce 1956 velel 890. praporu výsadkářů a 29. října seskočil padákem při útoku na průsmyk Mitla. Během šestidenní války na začátku června 1967 velel v hodnosti plukovníka brigádě výsadkářů v Pásmu Gazy a v boji byl těžce raněn.
Dne 1. dubna 1978 byl Ezerem Weizmanem jmenován do funkce náčelníka generálního štábu. Svou činnost ve funkci zahájil kroky majícími zvýšit disciplínu a efektivitu v armádě. Nařídil totiž nošení vojenských baretů a sbírání prázdných nábojnic po střelbách na střelnicích. Navíc také snížil velikost armády. V dubnu 1982 nechal při vracení Sinajského poloostrova Egyptu společně s Arielem Šaronem zničit město Jamit, když Egypťané odmítli zaplatit Izraelem vybudovanou infrastrukturu.
Jako náčelník štábu se nejvíce proslavil projektem „Rafulovo mládí“, ve kterém byli do armády přijímáni mladí lidé ze sociálně slabých vrstev. V armádě jim bylo poskytnuto vzdělání či možnost dokončení středoškolských studií. Cílem projektu bylo zabránit tomu, aby se tito mladí lidé dostali do vlivu světa zločinu, chudoby a dalších problémů. Ve funkci náčelníka štábu schválil letecký úder proti iráckému jadernému komplexu u Bagdádu, k němuž došlo 7. června 1981.

### Politická kariéra

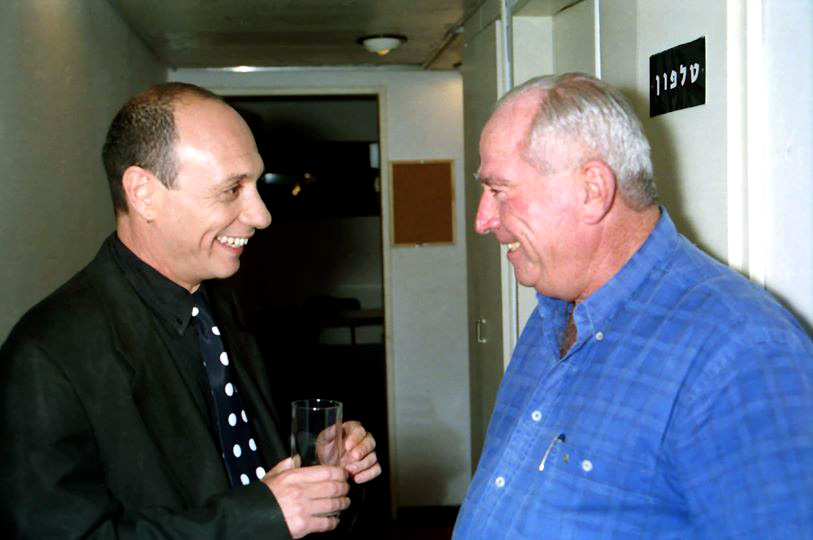
Ejtan (vpravo a Eldan Ziv, 1993

Po odchodu z armády vstoupil v dubnu 1983 do politiky. V izraelské společnosti si díky své minulosti v zemědělství a koníčkům jako práce se dřevem o sobě vytvořil obraz člověka spjatého s kořeny své země, což přitahovalo část izraelské společnosti. Byl považován za konzervativce obhajujícího represivní politiku vůči palestinským Arabům.
Ve volbách v roce 1984 byl zvolen poslancem Knesetu za stranu Techija (Obrození). Později založil vlastní, ultranacionalisticky zaměřený Comet (Křižovatka), stranu s konzervativními názory na obranu a zahraniční politiku, ale liberálními a světskými názory na domácí politiku. Za tuto stranu byl v následujících volbách v roce 1988 opětovně zvolen a zároveň od téhož roku vykonával funkci ministra zemědělství, a to až do roku 1991, kdy Comet opustil vládu. Ve volbách v roce 1992 získala jeho strana osm poslaneckých mandátů, ale Ejtan odmítl nabídku na vstup do levicové koaliční vlády Jicchaka Rabina.
V samotném Cometu měl Ejtan potíže s ovládáním strany; několik poslanců přešlo do jiných stran. Navíc dva poslanci podpořili Rabinem dojednané mírové dohody z Osla s Palestinci výměnou za ministerské posty.
Před volbami v roce 1996 utvořil Comet alianci s Likudem a Gešerem, v jejímž čele stanul předseda Likudu Benjamin Netanjahu. Ačkoliv tato volební aliance skončila na druhém místě za vítěznou Stranou práce, Netanjahu zvítězil v souběžné přímé volbě premiéra, což mu umožnilo sestavit vládu. Ejtan měl přislíbený post ministra pro vnitřní bezpečnost, ale jeho nominaci blokoval fakt, že byl vyšetřován pro podezření ze spáchání trestného činu. Vyšetřováním byl Ejtan nakonec očištěn a případ byl v roce 1998 „pro nedostatek důkazů“ uzavřen. Ejtan poté znovu stanul v čele resortu zemědělství a paralelně zastával post ministra životního prostředí a místopředsedy vlády. Ve volbách v roce 1999 nezískal Comet ani jedno křeslo a Ejtan opustil politiku.

### Smrt
Dne 23. listopadu 2004 navštívil středomořský Ašdod, kde dohlížel na projekt rozvoje Ašdodského přístavu. Když stál na vlnolamu, smetla jej do moře velká vlna. Nalezen byl až po hodině, veškeré pokusy o jeho oživení selhaly a byl prohlášen za mrtvého.

## Památka
V roce 2005 byl v internetové soutěži 200 největších Izraelců deníku Ynet zvolen 24. největším Izraelcem všech dob.